# Angiogeneza

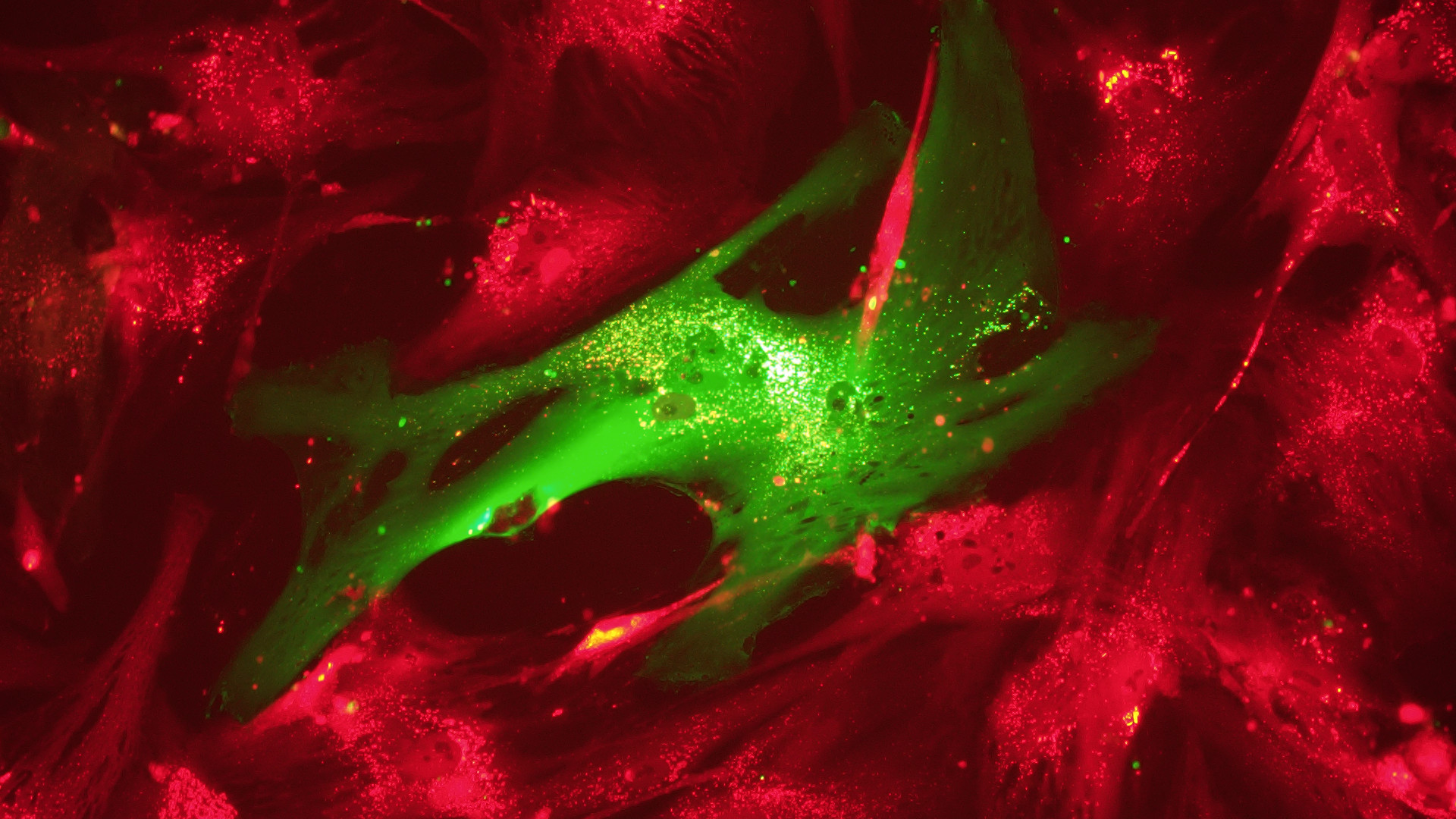
Powstawanie nowych naczyń krwionośnych

Angiogeneza (gr. angeion = naczynie + genesis = pochodzenie, powstawanie) – proces tworzenia się naczyń włosowatych.
Zachodzi w rozwoju embrionalnym, może także występować w życiu pozapłodowym (zarówno jako proces fizjologiczny, jak i patologiczny).

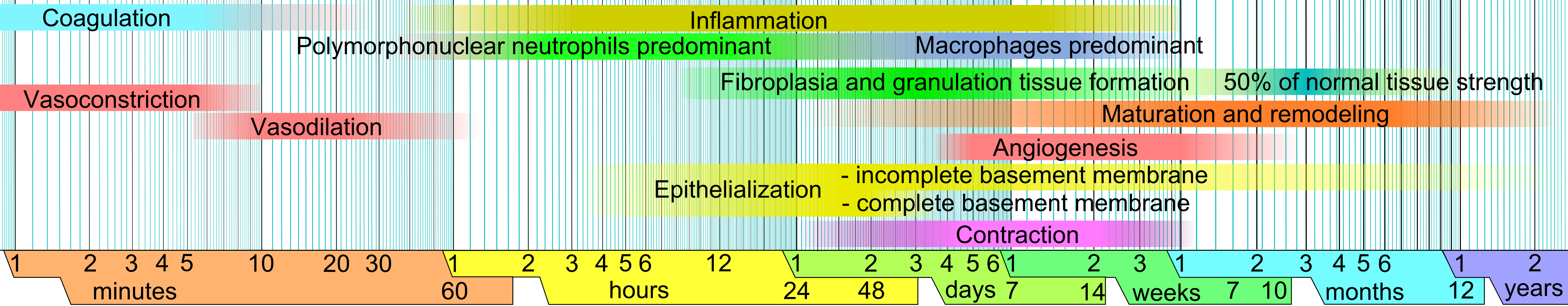
Angiogeneza w fazach leczenia ran

Angiogenezę można zaobserwować podczas:
- rozwoju zmiany nowotworowej
- gojenia się rany
- agregacji płytek krwi
- regeneracji endometrium
- regulacji metabolizmu jonów.